# Zločinnost v Pobřeží slonoviny
Zločin je v Pobřeží slonoviny podobně jako v dalších západoafrických zemích všudypřítomný. Mezi nejběžnější formy trestné činnosti patří dětská práce, obchod se zbraněmi, terorismus a porušování základních lidských práv. Mezi další méně běžné, ale stále v hojné míře se vyskytující druhy kriminality patří obchod s marihuanou a syntetickými drogami, sexuální vykořisťování a obchod s lidmi a zločiny proti životnímu prostředí.
Program Evropské unie na podporu Africké odpovědi na nadnárodní organizovaný zločin (ENACT) financovaný Evropskou unií vytvořil desetibodové indexové skóre založené na národní zločinnosti a odolnosti proti trestné činnosti. Pobřeží slonoviny má podle tohoto indexu čtvrté nejvyšší skóre kriminality v Africe a druhé nejvyšší skóre v západní Africe. Řadí se tak na úroveň Egypta, Tanzanie, Súdánu a Konžské demokratické republiky. Politická korupce brání pokroku ve snižování míry kriminality. Mezinárodní organizace jako OSN a UNICEF přijaly mnoho iniciativ ve snaze snížit kriminalitu, zejména v oblasti obchodu se zbraněmi a dětské práce.

## Dětská práce
Pobřeží slonoviny je významným centrem pro obchod s dětskými dělníky a jejich export. Děti mladší šestnácti let často pracují v zemědělství, hornictví, jako pracovnice v domácnostech a sexuální pracovníci. Dívky nejčastěji pracují v domácnostech, zatímco chlapci vykonávají nucené práce na kakaových a kávových farmách, kde jsou vykořisťováni a zneužíváni.
Podle zákona musí děti ve věku od šesti do šestnácti let navštěvovat školu. Přesto jsou děti často unášeny, prodávány vlastními rodinami do otroctví nebo prodávány z chudších sousedních zemí jako je Burkina Faso a Mali do bohatších oblastí Pobřeží slonoviny. Hlavní příčinou dětské práce v Pobřeží slonoviny je nedostatečné vzdělání, kdy rodiče prodávají své děti kvůli práci místo aby jim dovolili navštěvovat školu a omezují je tak v přístupu ke vzdělání.
Dříve byl obchod s dětmi ve válkou zničeném Pobřeží slonoviny snadný, protože zde existoval pouze malý dohled. Snížení násilí mezi sousedními národy umožnilo zemím spolupracovat na lepší prevenci přeshraničního obchodu s lidmi. V 21. století byly započaty projekty například World Cocoa Foundation nebo Ministerstva práce Spojených států amerických zaměřené na odstranění dětské práce v Pobřeží slonoviny a dalších afrických zemích. UNICEF a jeho partneři se zaměřili na pomoc obětem, navázali partnerství s vládou Pobřeží slonoviny a pomohli posílit vymáhání práva.
V roce 2018 zlepšila země svou snahu v úsilí odstranit dětskou práci. Vláda vypracovala národní strategii inspekce práce a také tříletý národní akční plán boje proti dětské práci. Ministr vnitra a bezpečnosti schválili zákon, který zakazoval nezákonný obchod s migranty. Navíc první dáma Pobřeží slonoviny za pomoci mnoha nevládních organizací otevřela střediska ochrany dětí, jenž se stali oběťmi dětské práce. Dětem je v těchto centrech poskytováno ubytování, vzdělání, poradenství, lékařská péče a odborná příprava.
V roce 2019 orgány činné v trestním řízení zintenzivnily svou snahu. Vyškolily 33 inspektorů práce, jejichž náplní je vyšetřování, stíhání a usvědčování obchodníků s dětskou prací. I tento malý nárůst vyškolených inspektorů pomohl zachránit stovky dětí před nucenými pracemi.

### Produkce kakaa
Nejběžnější formou dětské práce v zemi je práce na kakaových farmách. Pobřeží slonoviny produkuje dvě pětiny světové produkce kakaa a tato komodita tvoří 60 % příjmů této země. V západní Africe včetně Pobřeží slonoviny pracuje v nebezpečných podmínkách při sklizni kakaa více než dva miliony dětí. Děti, většinou chlapci, pracují při vypalování a čištění polí, kácení stromů, stříkání rostlin pesticidy a používání ostrých nástrojů k lámání otevřených kakaových lusků. Všechny tyto činnosti jsou vnitrostátními zákony či předpisy označeny za rizikovou práci. Děti jsou zde často bity, pokud pracují příliš pomalu nebo se snaží utéct.

## Obchod se zbraněmi
Pobřeží slonoviny je centrem přeshraničního pašování ručních palných zbraní. Hlavními trasami pro nelegální obchod se zbraněmi jsou dvě trojmezí, a to mezi Burkinou Faso, Pobřežím slonoviny a Mali a druhé mezi Ghanou, Burkinou Faso a Pobřežím slonoviny. Zbraně zabavené v různých zemích včetně Burkiny Faso, severní Nigérie a středního Mali lze vysledovat zpět do Pobřeží slonoviny. Další trasy obchodu se zbraněmi spojují Pobřeží slonoviny s Libérií.
Mezi hlavní aktéry obchodu se zbraněmi patří přepravci, členové místních středisek obchodu s lidmi a vládní síly. Přepravci nejnižší úrovně většinou nepatří do větších skupin obchodníků s lidmi. Často cestují neozbrojeni na motocyklech přes nekontrolované hraniční přechody a pašují malé množství zbraní. Vládní síly mají možnosti odklonit vojenské zbraně, jako útočné pušky vzoru AK, a následně je nelegálně prodat. Mezi další aktéry zapojené do ilegálního obchodu se zbraněmi patří zkorumpovaní úředníci, kmenové sítě a další zločinci.
Obchod se zbraněmi dává příležitost demobilizovaným válečníkům, aby se vyhnuli problémům nezaměstnanosti. Tito pracovníci jsou závislí na přeshraničních konexích a komunikaci s přáteli či rodinou, která je informuje o pohybu bezpečnostních sil a také na etnických vazbách. Vysoce postavení jednotlivci a skupiny, jako jsou teroristické skupiny a další zločinci, mají možnosti přesouvat nelegální zbraně přes státní hranice pro svou vlastní potřebu. Teroristická organizace al-Murabitoun obchodovala s útočnými puškami mířícími do Pobřeží slonoviny přes Burkinu Faso a Mali. Tyto pušky měly být použity při střelbě v Grand-Bassamu v roce 2016.
V roce 2007 vlastnilo civilní obyvatelstvo odhadem 400 000 legálně a nelegálně držených zbraní. Do roku 2017 se tento počet odhadem zvýšil na 1 049 000 zbraní.
V roce 2001 podepsalo Pobřeží slonoviny Akční program OSN pro zbraně (UNPoA) s cílem zabránit nelegálnímu obchodu se zbraněmi. Přes tuto snahu však v celé zemi i nadále bují ozbrojené násilí. Kvůli tomuto násilí uvalila OSN na zemi v roce 2004 zbrojní embargo, které zakazovalo obchod s jakýmikoliv zbraněmi. I po uvalení embarga pokračovalo násilí páchané nelegálními zbraněmi více než desetiletí. Také došlo k několika porušením tohoto embarga, kdy obchodníci z Francie či Běloruska poskytli bývalým úředníkům velké množství střelných zbraní. Po prezidentských volbách v roce 2010 eskalovalo ozbrojené násilí a nepřátelské akce, což urychlilo porušování lidských práv v zemi.
V letech 2011 až 2012 mělo Pobřeží slonoviny nejvyšší míru násilných úmrtí v celé západní Africe. Mnoho z těchto úmrtí bylo způsobeno výrazným politickým pnutím. Stovky civilistů byly zabity na základě jejich etnické či politické příslušnosti nelegálními zbraněmi. Občané v Pobřeží slonoviny mají možnost vytvořit síť informátorů pro hlášení podezřelého chování s podezřením na nelegální obchod se zbraněmi vládě a bezpečnostním složkám.

## Sex trafficking
V Pobřeží slonoviny prosperuje sexuální průmysl navzdory zákazu sex traffickingu, který je trestán dle zákona No. 2016-111. Ženám a dívkám z Nigérie je často slibován lepší život a práce v restauracích, kadeřnictvích, krejčovských a masážních salonech v Pobřeží slonoviny. Do Pobřeží slonoviny jsou posílány přes Togo, Benin, Ghanu a Burkinu Faso. Tyto dívky jsou však následně nuceny k prostituci, aby splatily své dluhy za zprostředkování cesty, které mohou dosáhnout 1,5 až 2 milionů franků CFA. Sexuální pracovnice dostávají přibližně tisíc franků CFA (přibližně dva americké dolary) za soulož či pět tisíc franků CFA (přibližně deset amerických dolarů) za noc.
Hlavním problémem spojeným s prostitucí je v Pobřeží slonoviny výskyt HIV/AIDS. Nemoc se šíří pohlavním stykem bez použití kondomů a přes poučení prostitutek o tomto riziku, je pro ně často obtížné přesvědčit své klienty, aby použili při aktu ochranu.
Pobřeží slonoviny ve spolupráci se sousedními zeměmi zvýšilo svou snahu při vyšetřování, potírání a stíhání obchodníkům a jejich sítí věnujících se sex traffickingu. V roce 2019 bylo vyšetřeno 146 případů, bylo stíháno 56 podezřelých a 47 lidí bylo odsouzeno.

## Porušování lidských práv
Před prezidentskými volbami v roce 2010 byla země do značné míry rozdělena etnickými, náboženskými a ekonomickými otázkami, které následovaly po velkém přílivu imigrantů z chudších sousedních zemí, jako je Burkina Faso, do relativně prosperujícího Pobřeží slonoviny. Prezidentu Laurentu Gbagbu se nelíbila míra imigrace. Mezi lidmi ze severu a jihozápadu propukla velká nevraživost, která vedla k diskriminaci lidí ze severu.
Po volbách konaných v listopadu 2010 byl za vítěze voleb prohlášen Alassane Ouattara, který vyhrál volby se ziskem 54,1 % hlasů. Navzdory příkazům Africké unie, Evropské unie a OSN Gbagbo odmítl odstoupit z funkce prezidenta a pokusil se prohlásit volební výsledky za neplatné, z důvodu že nebyly zveřejněny před 1. prosincem.
Napětí vzrostlo a mezi příznivci Gbagba a Ouattary propuklo násilí. Zejména zde bylo silné nepřátelství mezi jihozápadní etnickou skupinou Bété, která podporovala bývalého prezidenta a severními muslimy podporujícími Ouattaru. Gbagbovy síly a jeho podpůrci útočili na muslimy, lidi ze severu, západoafrické imigranty a zaměstnance OSN s použitím těžkých zbraní jako byly minomety a kulomety. Síly Ouattary vypalovaly vesnice na západu země, během konfliktů útočily, znásilňovaly a zabíjely civilisty a příznivce Gbagba.
Dlouhé boje v Abidžanu a okolních městech přiměly OSN a francouzské jednotky zahájit dne 4. dubna 2011 letecké údery a další vojenské operace proti Gbagbovi a jeho silám, aby se předešlo použití těžkých zbraní v konfliktu a ochránilo se civilní obyvatelstvo. Odhaduje se že počet mrtvých dosáhl 3 000, 150 žen bylo znásilněno a přes milion civilistů bylo vysídleno nebo uprchlo ze svého domova.
Dne 10. dubna 2011 operace OSN v Pobřeží slonoviny, francouzské jednotky a síly oddané Alassanemu Ouattarovi zatkly Laurenta Gbagbu. Mezinárodní trestní soud prohlásil, že Gbagbo i Ouattara budou vyšetřováni kvůli několika případům porušování lidských práv v důsledku nechránění civilního obyvatelstva Pobřeží slonoviny.
V srpnu 2018 propustil prezident Ouattara 800 vězňů zapojených do povolební krize v letech 2010 až 2011, včetně vojenských důstojníků, bývalých členů vládního kabinetu a Simone a Laurenta Gbagba.
Od těchto událostí se země i nadále potýká s hospodářskými a diskriminačními problémy.

## Terorismus
Pobřeží slonoviny patří k několika západoafrickým zemím, kterým hrozí islámský terorismus. V roce 2016 došlo v západní Africe během pěti měsíců ke třem událostem souvisejícím s terorismem. Kvůli občanské válce a zvýšenému napětí mezi převážně muslimskými severními regiony a převážně křesťanskými regiony se hrozby terorismu staly výraznějším problémem. Hlavní teroristickou hrozbou je Al-Káida v islámském Maghrebu a její přidružené skupiny, které svou aktivitu zaměřují především v oblasti Sahelu v západní Africe. Jakožto sousední země sahelské oblasti je terorismem ohrožena především příhraniční oblast na severu Pobřeží slonoviny.

### Střelba v Grand-Bassamu
Dne 13. března 2016 zaútočili tři islamističtí ozbrojenci na pláž v Grand-Bassamu. K masové střelbě došlo v plážovém rezortu nedaleko L'Etoile du Sud ležícím asi 40 km od hlavního ekonomického centra země Abidžanu. Během útoku bylo zabito šestnáct lidí, včetně několika osob ze západního světa (z Francie a Německa) a dvou vojáků. Francouzská vláda spolupracovala s vládou Pobřeží slonoviny na identifikaci obětí a pomoci jejich rodinám.
K útoku se přihlásila Al-Kaída v islámském Maghrebu, která spolupracuje s teroristickou skupinou al-Murabitoun.. Údajnou motivací k útoku bylo posílení mediálního profilu teroristické skupiny a ukázka jejich vylepšených operačních schopností. Po útoku byl tehdy vzkvétající turistický ruch negativně ovlivněn. Vláda Pobřeží slonoviny rozdělila milion amerických dolarů hotelům, dopravcům a obecně turistickému průmyslu v Grand-Bassamu, aby tak pomohla kompenzovat jejich ekonomické ztráty způsobené útokem. Rada národní bezpečnosti také přijala mimořádná opatření k posílení bezpečnosti v zemi.